# لانیتس-هاسل-تال
لانیتس-هاسل-تال (به آلمانی: Lanitz-Hassel-Tal) یک شهر در آلمان است که در کرتسشاو واقع شده‌است. لانیتس-هاسل-تال  ۱٬۲۶۱ نفر جمعیت دارد.